# Пеппер, Беверли
Беверли Пеппер (англ. Beverly Pepper; 20 декабря 1922, Нью-Йорк — 5 февраля 2020) — американский скульптор и художница-абстракционист. Беверли Пеппер известна фигурами-тотемами, стальными скульптурами, зеркальными работами, ленд-артом (серия «Amphisculpture», 1947—1976). Жила и работала в Нью-Йорке (США) и Тоди (Италия).

## Биография
Беверли Пеппер родилась 20 декабря 1922 года в Нью-Йорке, в семье еврейских иммигрантов из Российской (Вильна) и Австро-Венгерской империй Ирвина Столла (Израиль Сталович, 1896—1982) и Беатрисы Горнштейн (1896—?). Отец был меховщиком, занимался продажей ковров и линолеума. В шестнадцать лет поступила в Институт Пратт в Бруклине, Нью-Йорк, чтобы изучать дизайн рекламы, фотографию и промышленный дизайн. Училась в Лиге художественных студентов Нью-Йорка и посещала вечерние занятия в Бруклинском колледже, учила теорию искусств у Дьёрдь Кепеш, который познакомил ее с работами Ласло Мохой-Надь и Ман Рэя. Она начала свою карьеру как коммерческий художник в Нью-Йорке, до того как переключилась на живопись и скульптуру. Позднее она училась в Париже (с 1949) у Фернана Леже и Андре Лота. Изучала живопись в Академии де ла Гранде-Шомьер. Она также посещала студии Осипа Цадкина и Бранкузи. С 1951 года жила в Риме и его окрестностях. С 1960 года она перешла от живописи к резьбе по дереву и работе с глиной и бронзой, с 1961 года занялась сваркой.
Работы Пеппер хранятся в крупных музеях и галереях по всему миру.

## Персональные выставки

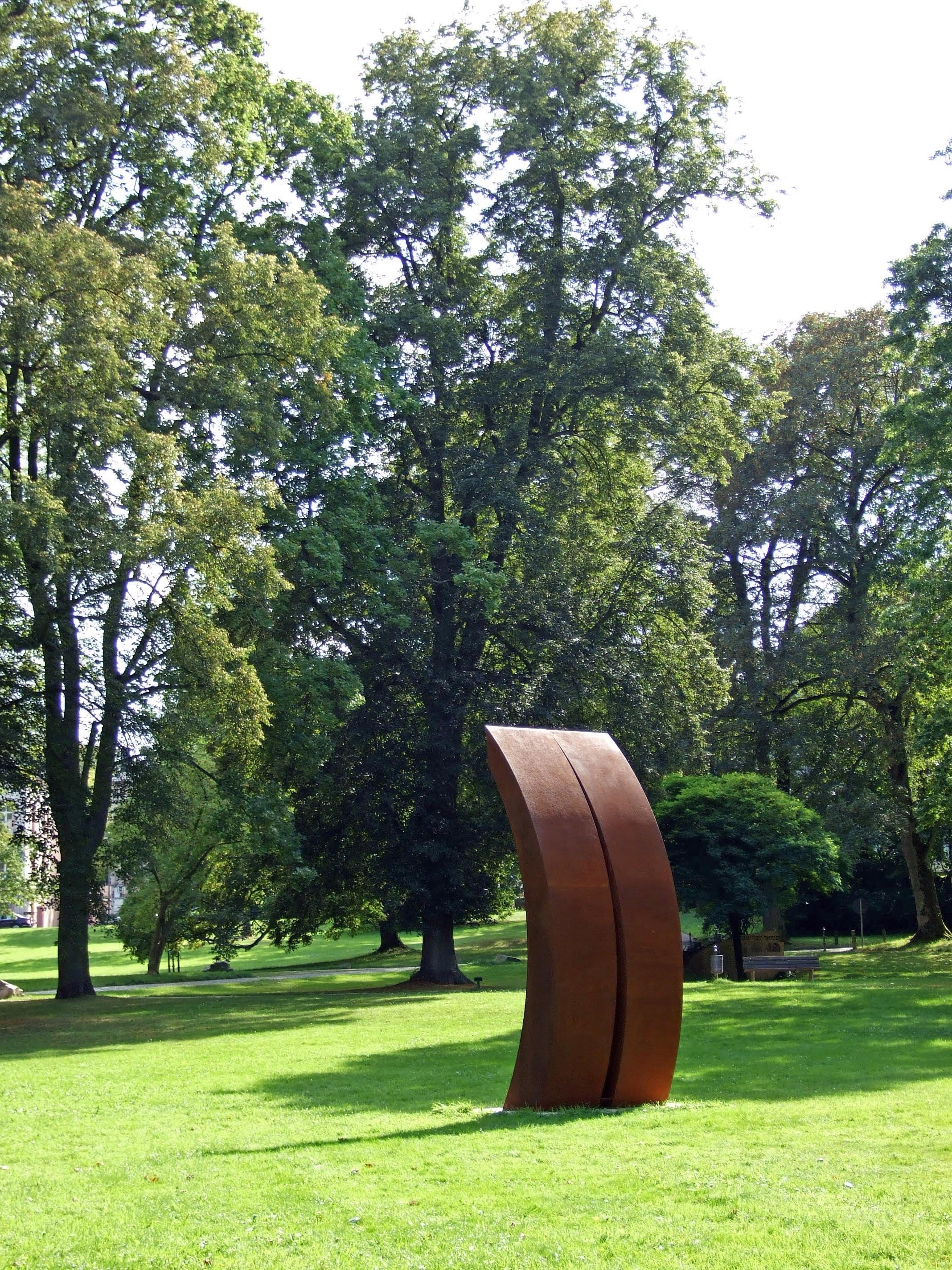
«Монолит Лонго», «Курпарк» в Бад-Хомбурге, Гессен, Германия.

- 2008: Marlborough Chelsea, Нью-Йорк
- 2008: Explorations in Stone, Marlborough Graphics, Нью-Йорк
- 2003: Markers 1980—2002, Marlborough New York, Нью-Йорк
- 2002: Sculptures of the 70´s, Galerie Pièce Unique, Париж
- 1997: Charles Cowles Gallery, Нью-Йорк
- 1994: Charles Cowles Gallery, Нью-Йорк
- 1990: Charles Cowles Gallery, Нью-Йорк
- 1988: Charles Cowles Gallery, Нью-Йорк